# ريمونا
ريمونا (11 مايو 1980 -)، ممثلة ومذيعة ومغنية سعودية معتزلة.

## عن حياتها
ولدت لأب سعودي وأم مصرية وبعد انتقالها إلى مصر، بدأت عام 2002 بإحتراف الفن وبدأت بالعمل كمذيعة في قناة المحور قبل أن تشارك في بطولة عدد من الأعمال الفنية ما بين أفلام ومسلسلات أولها «لقاء على الهواء» مع النجمة يسرا والمخرج محمد النجار قبل أن تتجه إلى الغناء حيث قدمت أربعة كليبات غنائية عرضت بالقنوات الغنائية. اعتزلت عام 2009 بسبب رفضها تقديم تنازلات وعلاقات مشبوهة

## أعمالها

### الأفلام
- قلب جريء.
- جاي في السريع.